# 多寶塔站
多寶塔站（日语：／ Tahoto eki */?）是位於京都府京都市左京區鞍馬本町的鞍馬山鋼索鐵道車站。由鞍馬寺營運。相當於鞍馬鋼索鐵道的山上站，名稱取自車站鄰近的多寶塔。

## 歷史
- 1957年（昭和32年）1月1日 鞍馬山鋼索鐵道開通[1]，車站啟用。

## 車站構造
「多寶塔禮堂」是一座佛堂，在1957年纜車開通同時建成。佛堂同時為一座車站大樓。多寶塔前一樓是車站入口，從樓梯向下行會到達候車室和乘車處。在「牛若號III」時代，「纜車接待處」（事實上是售票處）與職員室是位於同一個地方。在淡季時，司機會兼任車站職員。在2016年「牛若號IV」開始行走的時代，站內設有一座售票機，該處出售「捐贈票」，事實上這是一張車票。乘車時會把「捐贈票」收回。在「牛若號III」時代，出口樓梯和入口樓梯是分開，而現時下車時也會使用入口樓梯離開車站。廁所位於候車室外邊。月台的柱和扶手塗上了「牛若號III」時代的紅色，在改裝後變成了黑色。

## 車站周邊
- 鞍馬寺多寶塔
- 鞍馬寺本殿金堂（本堂）
- 鞍馬寺靈寶殿（與鞍馬山博物館）

## 相鄰車站
宗教法人鞍馬寺
鞍馬山鋼索鐵道
山門－多寶塔

## 注腳
1. ↑   （页面存档备份，存于）（日語）

## 外部連結
- 山內案內 | 總本山 鞍馬寺 （页面存档备份，存于）（日語）